# 蒂氏大吻魚
蒂氏大吻魚為輻鰭魚綱鯨頭魚目巨鼻魚科大吻魚屬的其中一種，分布於中西大西洋的百慕達群島海域，屬深海魚類，棲息深度可達1647公尺，體長可達3.7公分。